# コレ考えた人、天才じゃね!? 〜今すぐ役立つ生活の知恵、集めました〜
「コレ考えた人、天才じゃね!? 〜今すぐ役立つ生活の知恵、集めました〜」（コレかんがえたひと、てんさいじゃね!? いますぐやくだつせいかつのちえ、あつめました）は、テレビ東京系列で放送されていたバラエティ番組である。通算31回（4+1+9+16+1回）。
2014年10月6日から10月27日まで『ソコアゲ★ナイト』月曜枠で第1期が放送され、2015年2月8日に特番が放送された。2015年7月17日から、金曜18:58 - 19:54においてレギュラー第2期の放送を開始。第2期開始に先立ち、2015年6月26日（本放送と同じ金曜日）の18:58 - 20:50枠に2時間スペシャルを放送。2015年10月23日から、後座番組『金曜8時のドラマ』が2分縮小するのに伴い、19:56まで2分拡大した。
2020年9月27日にスペシャル版が放送。ゲストに井森美幸、今泉佑唯が出演。

## 概要
世界中から集めた家庭や職場で使える知恵「ライフハック」を紹介していく。ライフハックが採用された人には賞金50,000円がプレゼントされる。
また、レギュラー第2期からは本番組の前に放送している（TXN系列のみ）「妖怪ウォッチ」とコラボして、ケータ（声:戸松遥）とジバニャン（声:小桜エツコ）がスマホで出来る様々なライフハックを紹介している。
公式サイトでは、紹介したライフハックの動画無料配信も行っている。
2016年4月より木曜19時58分から放送されていた『木曜8時のコンサート〜名曲!にっぽんの歌〜』が改題・枠拡大の上、金曜19時台に移動するため、当番組は同年3月11日の2時間スペシャルをもって終了した。なお、高橋のみ同年4月から『木曜8時のコンサート』の後番組の『世界!ニッポン行きたい人応援団』に出演することになった。

## 出演者

### 司会
ゴールデン進出の際、第1期のMC渡部が同時間帯に放送しているJ-WAVEの生放送を優先させるため降板。変わって相方の児嶋一哉が起用された。児嶋は第2期制作発表の記者会見で初めて司会就任を告げられたという。

#### ソコアゲ★ナイト時代
- 渡部建（アンジャッシュ）
- 澤部佑（ハライチ）

#### 金曜ゴールデン時代
- 児嶋一哉（アンジャッシュ）
- 高橋茂雄（サバンナ）
- 澤部佑（ハライチ）

## スタッフ

### レギュラー放送時代（※→レギュラー版第2期後半から）
- ナレーター：桜岡あつこ、間宮康弘※
- 構成：宮内見、楠田信行、大林由枝（※）、山形遼介、藤原武仁、坂本大介（藤原・坂本※→SP版はリサーチ）、大名祥子※
- ブレーン：工藤里紗（※、テレビ東京）
- カメラ：小林孝至（スウィッシュ・ジャパン）
- 音声：渡邊拓（スウィッシュ・ジャパン）
- 音効：山本達也
- ロゴ：はらはらこ
- 編集：堀内雅也、篠谷優、星貴仁、十川海次郎（篠谷・星・十川→共に※）（e-naスタジオ）
- MA：曽田玲衣奈（e-naスタジオ）
- メイク：甲斐牧子（※）、板谷博美、小野やよい（※）
- デスク：鈴木あゆみ
- 番宣：澁谷牧代
- 制作進行：笹野健太郎
- AP：岩崎美和子、小八重泰臣（小八重→※）
- AD：高橋佑佳、吉村安裕、岡島悠太、一戸弘也、青木美穂、ブロドスキールイス、森奈津美、三枝淳、上保建人（全員→※）
- ディレクター：平元潤、鈴木圭介、佐藤慶子、加用裕紀、太田大介、高橋誠哉、佐藤秀樹、古賀光輝、佐藤智之、杉田心平（古賀・佐藤・杉田→※）、小川香織（小川→以前はAD）
- 総合演出：大城浩一郎（スクラッチ）
- プロデューサー・演出：金子優（テレビ東京）
- プロデューサー：縄谷太郎（※、テレビ東京）、菅大輔、相澤幸一（※）
- チーフプロデューサー：深谷守（※、テレビ東京）
- 制作協力：SCRATCH、acro（acro→※）
- 制作著作：テレビ東京

過去のスタッフ（レギュラー放送時代）
- 構成：山上翔太郎、北原ゆき
- 制作進行：岡野創

### 復活特番（2020年9月27日放送分）
- ナレーター：桜岡あつこ、武田華、山中真尋、竹内夕己美
- 構成：宮内見、楠田信行、市川えり奈
- カメラ：渡部公臣（SWISH JAPAN）
- 音声：村本達弥（SWISH JAPAN）
- 編集：藤野誠一
- MA：坪野有馬（e-naスタジオ）
- 音効：山本達也（ZACK）
- タイトル：はらはらこ
- フードコーディネーター：井上裕子
- メイク：甲斐牧子
- 協力：オークハウス、NETFLIX、学校法人ものつくり大学、株式会社石崎電機事務所、フジアール
- 営業：伊藤詩織
- 宣伝：澁谷牧代
- デスク：鈴木あゆみ
- AD：宮崎貴子、野々山一路、宮野敦希、西川祐矢
- ディレクター：鈴木圭介（SCRATCH）、佐藤智之、渡辺啓輝
- 演出：大城浩一郎（SCRATCH）
- プロデューサー：金子優（テレビ東京）、菅大輔・小八重泰臣（SCRATCH）
- チーフプロデューサー：井関勇人（テレビ東京）
- 制作協力：SCRATCH
- 制作著作：テレビ東京

## ネット局

### ソコアゲ★ナイト時代
| 放送対象地域   | 放送局                | 系列           | 放送日時                    | 放送開始日    | 遅れ       |
| -------------- | --------------------- | -------------- | --------------------------- | ------------- | ---------- |
| 関東広域圏     | テレビ東京（TX）      | テレビ東京系列 | 月曜 23:58 - 翌0:45         | 2014年10月6日 | 製作局     |
| 北海道         | テレビ北海道（TVh）   | テレビ東京系列 | 月曜 23:58 - 翌0:45         | 2014年10月6日 | 同時ネット |
| 愛知県         | テレビ愛知（TVA）     | テレビ東京系列 | 月曜 23:58 - 翌0:45         | 2014年10月6日 | 同時ネット |
| 岡山県・香川県 | テレビせとうち（TSC） | テレビ東京系列 | 月曜 23:58 - 翌0:45         | 2014年10月6日 | 同時ネット |
| 福岡県         | TVQ九州放送（TVQ）    | テレビ東京系列 | 月曜 23:58 - 翌0:45         | 2014年10月6日 | 同時ネット |
| 広島県         | テレビ新広島 (TSS)    | フジテレビ系列 | 木曜 1:40 - 2:25 (水曜深夜) | 2015年1月7日  | 遅れネット |

### 金曜ゴールデン時代
| 放送対象地域   | 放送局                | 系列           | 放送日時                                                                                                 | 放送開始日    | 遅れ       |
| -------------- | --------------------- | -------------- | --- | ------------- | ---------- |
| 関東広域圏     | テレビ東京（TX）      | テレビ東京系列 | 金曜 18:58 - 19:54（2015年7月17日 - 2015年9月11日） 金曜 18:58 - 19:56（2015年10月23日 - 2016年3月11日） | 2015年7月17日 | 製作局     |
| 北海道         | テレビ北海道（TVh）   | テレビ東京系列 | 金曜 18:58 - 19:54（2015年7月17日 - 2015年9月11日） 金曜 18:58 - 19:56（2015年10月23日 - 2016年3月11日） | 2015年7月17日 | 同時ネット |
| 愛知県         | テレビ愛知（TVA）     | テレビ東京系列 | 金曜 18:58 - 19:54（2015年7月17日 - 2015年9月11日） 金曜 18:58 - 19:56（2015年10月23日 - 2016年3月11日） | 2015年7月17日 | 同時ネット |
| 大阪府         | テレビ大阪（TVO）     | テレビ東京系列 | 金曜 18:58 - 19:54（2015年7月17日 - 2015年9月11日） 金曜 18:58 - 19:56（2015年10月23日 - 2016年3月11日） | 2015年7月17日 | 同時ネット |
| 岡山県・香川県 | テレビせとうち（TSC） | テレビ東京系列 | 金曜 18:58 - 19:54（2015年7月17日 - 2015年9月11日） 金曜 18:58 - 19:56（2015年10月23日 - 2016年3月11日） | 2015年7月17日 | 同時ネット |
| 福岡県         | TVQ九州放送（TVQ）    | テレビ東京系列 | 金曜 18:58 - 19:54（2015年7月17日 - 2015年9月11日） 金曜 18:58 - 19:56（2015年10月23日 - 2016年3月11日） | 2015年7月17日 | 同時ネット |
| 滋賀県         | びわ湖放送（BBC）     | 独立局         | 金曜 18:58 - 19:54（2015年7月17日 - 2015年9月11日） 金曜 18:58 - 19:56（2015年10月23日 - 2016年3月11日） | 2015年7月17日 | 同時ネット |
| 長崎県         | 長崎放送（NBC）       | TBS系列        | 日曜 14:00 - 14:54                                                                                       | 2015年7月     | 遅れネット |
| 富山県         | 北日本放送（KNB）     | 日本テレビ系列 | 火曜 0:59 - 1:59（月曜深夜）                                                                             | 2015年8月25日 | 遅れネット |
| 宮城県         | 東北放送（TBC）       | TBS系列        | 土曜 10:25 - 11:25                                                                                       | 2015年9月5日  | 遅れネット |
| 石川県         | 石川テレビ（ITC）     | フジテレビ系列 | 土曜 0:45 - 1:42（金曜深夜）                                                                             | 2015年10月3日 | 遅れネット |
| 秋田県         | 秋田テレビ（AKT）     | フジテレビ系列 | 木曜 0:25 - 1:20（水曜深夜）                                                                             | 2015年10月8日 | 遅れネット |

それ以外にも青森朝日放送、岩手めんこいテレビ、山形放送、テレビユー福島、テレビ和歌山、中国放送、愛媛朝日テレビ、熊本放送、大分朝日放送、南日本放送でも単発・不定期でネットされた事がある。